# The Memory of Trees
The Memory of Trees — студійний альбом ірландської співачки Enya, виданий 5 грудня 1995 року. Отримав нагороду Гремі у номінації «Найкращий Нью-Ейдж альбом» у 1997 році.

## Список композицій
1. «The Memory of Trees» — 4:18
2. «Anywhere Is» — 3:58
3. «Pax Deorum» — 4:58
4. «Athair Ar Neamh» — 3:39
5. «From Where I Am» — 2:20
6. «China Roses» — 4:47
7. «Hope Has a Place» — 4:44
8. «Tea-House Moon» — 2:41
9. «Once You Had Gold» — 3:16
10. «La Soñadora» — 3:35
11. «On My Way Home» — 5:08

## Учасники запису
- Enya — вокал, різні інструменти.

## Продакшн
- Продюсер: Nicky Ryan;
- Інженеринг и міксування: Nicky Ryan;
- Виконавчий продюсер: Rob Dickins;
- Майстер: Arun;
- Фотографії: Maxfield Parrish;
- Дизайн костюмів: Elizabeth Emanuel.

## Позиції в чартах

### Альбом
| Рік  | Чарт                                  | Позиція |
| ---- | ------------------------------------- | ------- |
| 1995 | The Billboard 200 (США)               | 9       |
| 1995 | Top New Age Albums (США)              | 1       |
| 1995 | Lista AFYVE (Испания)                 | 1       |
| 1995 | Official Album Chart (Великобритания) | 5       |